# سلیم سوم

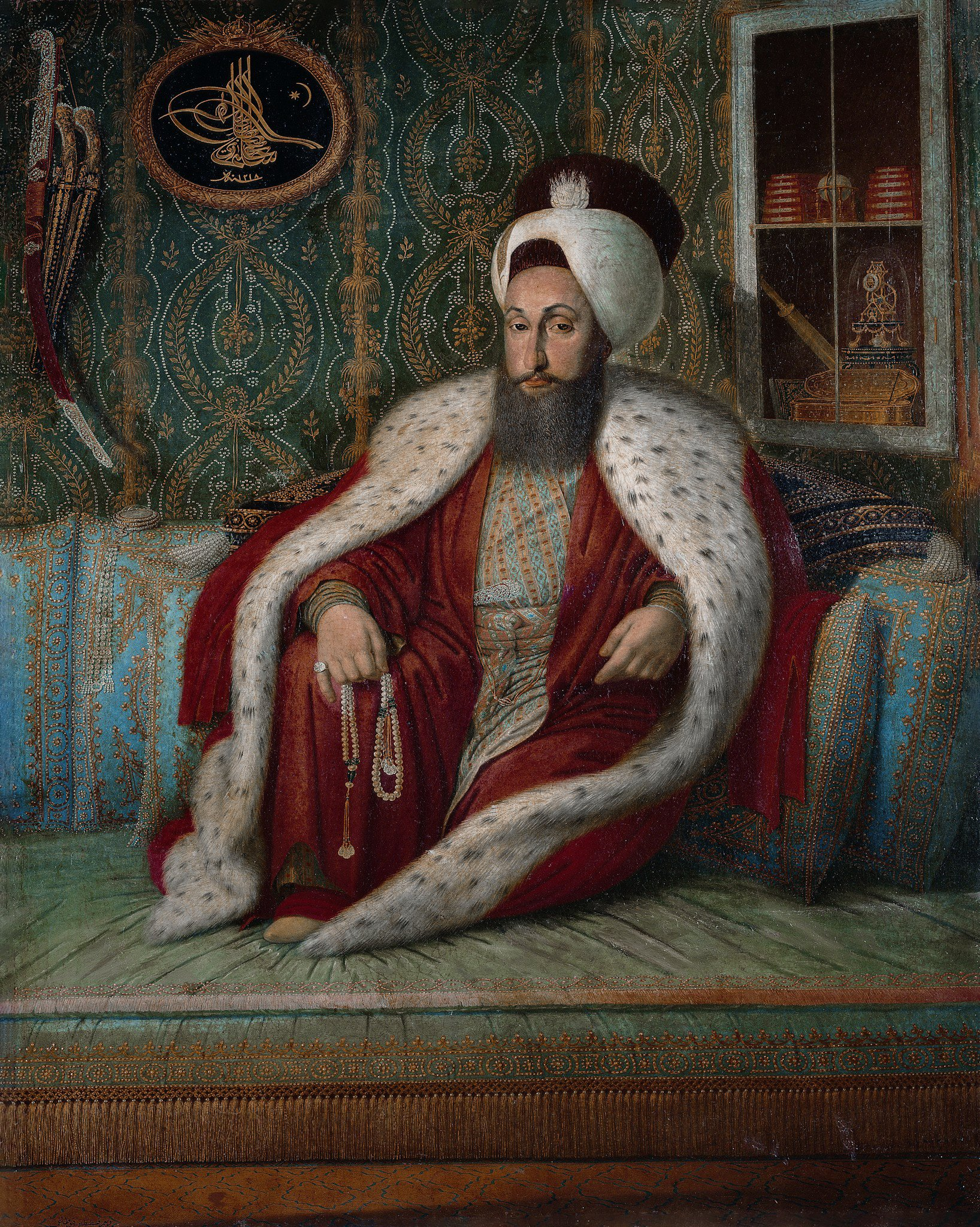
سلطان سلیم سوم عثمانی

سلیم سوم یا سلیم بستکار و سلیم شهید  (به ترکی عثمانی: سلیم ثالث) (۲۴ دسامبر ۱۷۶۱ – ۲۸/۲۹ ژولای ۱۸۰۸) از سال ۱۷۸۹ تا ۱۸۰۷ سلطان امپراتوری عثمانی بود. او پسر سلطان مصطفی سوم بود و جانشین عمویش سلطان عبدالحمید یکم شد. او در قسطنطنیه به دنیا آمد. او تا زمان ترور شدنش سعی در انجام اصلاحاتی زیادی در ساختار دولت عثمانی کرد.